# Mercat Renaixentista de Carles V
El Mercat Renaixentista de Carles V és un esdeveniment festiu que té lloc en el barri antic de la localitat espanyola de Melilla, recreant durant tres dies un mercat medieval. Se celebra amb caràcter anual, el primer cap de setmana de juliol.

## Història
El Mercat Medieval a Melilla es va iniciar en la seva primera edició l'any 2004 de la mà de la recentment creada Fundació Melilla Ciutat Monumental.
Els carrerons de Melilla La Vella van aparèixer amb palla escampada pel sòl en un recinte emmurallat adornat amb el muntatge de banderoles, posats d'artesania, animació teatral i musical que van tenir un gran èxit de participació  donant l'empremta d'un obligat calendari per a les edicions posteriors que es van mantenir ininterrompudament fins a l'any 2019.
Des de l'any 2016 el mercat medieval es transforma en el seu nou format de Mercat Renaixentista amb l'objectiu d'incloure Melilla en la Ruta de Carles V.

## Actualitat
Des de 2004 Melilla La Vella retorna al passat: s'engalanen els carrers amb estendards, s'instal·len desenes de llocs per a artesans i s'organitzen activitats i actuacions a l'aire lliure, com poden ser tornejos medievals amb lluita de guerrers a cavall, exhibicions de falconeria i de tir amb arc, o representacions de fets històrics o llegendaris. L'afluència de públic és massiva, havent-se superat a vegades els 45.000 visitants: la gent s'implica altament en la Fira, i molts d'ells es vesteixen amb vestits d'època. Així, és fàcil creuar-se pel carrer amb nobles d'alt rang, monjos benedictins o fins i tot leprosos marginats.